# Eppa Hunton
Eppa Hunton, född 22 september 1822 i Fauquier County, Virginia, död 11 oktober 1908 i Richmond, Virginia, var en amerikansk demokratisk politiker och general. Han tjänstgjorde som brigadgeneral i Amerikas konfedererade staters armé i amerikanska inbördeskriget. Han representerade delstaten Virginia i båda kamrarna av USA:s kongress, först i representanthuset 1873-1881 och sedan i senaten 1892-1895.

## Biografi
Hunton arbetade först som lärare. Han studerade sedan juridik och inledde 1843 sin karriär som advokat i Prince William County. Han gifte sig 1848 med Lucy Caroline Weir. Han deltog 1861 i konventet som beslutade om Virginias utträde ur USA. Hunton var en förespråkare för utträdet. Han deltog som överste i första slaget vid Bull Run. Han befordrades 1863 till brigadgeneral efter slaget vid Gettysburg. Han blev tillfångatagen i april 1865 efter slaget vid Sayler's Creek. Han blev villkorligt frigiven i juli 1865.
Hunton blev invald i representanthuset i kongressvalet 1872. Han omvaldes tre gånger. Han kandiderade inte för omval i kongressvalet 1880. Senator John S. Barbour, Jr. avled 1892 i ämbetet och efterträddes av Hunton. Han kandiderade inte för en sexårig mandatperiod i senaten och efterträddes 1895 som senator av Thomas S. Martin. Hunton avled 1908 och gravsattes på Hollywood Cemetery i Richmond.